# Georg Ericson
Georg Vilhelm 'Åby' Ericson (Norrköping, 1919. december 18. – Örebro, 2002. január 4.) svéd labdarúgóedző.

## Pályafutása

### Klubcsapatban
Játékosként egyetlen klubcsapata az IFK Norrköping volt, mellyel 5 bajnoki címet és 2 kupagyőzelmet szerzett.

### Edzőként
Az IFK Norrköping vezetőedzője volt 1958 és 1966 között. Edzőként 3 alkalommal ünnepelhetett bajnoki címet. 1971 és 1979 között a svéd válogatott szövetségi kapitányi feladatát látta el. Irányításával kijutottak az 1974-es és az 1978-as világbajnokságra.

## Sikerei, díjai

### Játékosként
IFK Norrköping
- Svéd bajnok (5): 1942–43, 1944–45, 1945–46, 1946–47, 1947–48
- Svéd kupa (2): 1943, 1945

### Edzőként
IFK Norrköping
- Svéd bajnok (3): 1960, 1962, 1963